# 베티 발포어

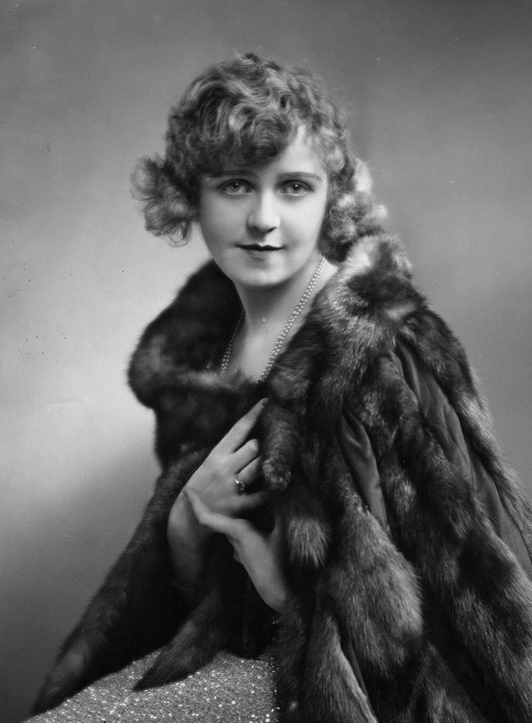

베티 발포어(Betty Balfour, 플로렌스 릴리안 우즈 출생; 1902년 3월 27일 – 1977년 11월 4일) 영국 영화 배우로 무성 영화 시대에 인기를 얻었으며 "영국 메리 픽포드 "와 "영국의 행복의 여왕"으로 알려져 있다.

## 참여 작품
- 샴페인 (영화)